# Partido Socialista Reformista
El Partido Socialista Reformista (Partito Socialista Riformista) (PSR) fue un pequeño partido político italiano socialdemócrata.
Fue fundado después del escándalo del Tangentopoli, en oposición a la decisión de Ottaviano Del Turco, entonces secretario del Partido Socialista Italiano (PSI), de incluirlo dentro de la coalición Alianza de los Progresistas, dominada por el Partido Democrático de la Izquierda. Sus miembros principales eran Fabrizio Cicchitto y Enrico Manca. El partido se integró en el Partido Socialista en 1996.
Más tarde Fabrizio Cicchitto se unió a Forza Italia, mientras que Enrico Manca se unió a Democracia es Libertad-La Margarita y al Partido Democrático después.
- Datos: Q2651801